# Шаумяні
Шаумяні (груз. შაუმიანი) — містечко (даба) в муніципалітеті Марнеулі, Квемо-Картлі, Грузія.
Населення на 2014 рік — 3107 осіб.